# Óblast de Semirechye
Semirechye (en ruso: Семиреченская область -literalmente, "la tierra de los siete ríos"-) fue una óblast (provincia) del Imperio ruso. Más o menos correspondía a la mayor parte de lo que hoy el sureste y el norte de Kazajistán y Kirguistán. Fue creado a partir de los territorios de la parte norte del Kanato de Kokand, que previamente hacía parte del Kanato Kazajo. Su capital era Verny. Fue fundado en 1854 y fue gobernado como parte de la Gobernación de las Estepas (conocida antes de 1882 como Gobernación de Siberia Occidental) entre 1854 y 1867 y de nuevo entre 1882 y 1899 y parte del Turquestán ruso entre 1867 y 1882 y de nuevo entre 1899 y 1917.
Rusia se apoderó de la región de Zhetysu en 1854 y el control de la región fue reconocido en el Tratado de San Petersburgo (1881) entre Rusia y China.